# Frontières du Panama

Géographiquement, le Panama est situé au centre du continent américain, sur l'isthme de son nom. Son territoire est confiné entre la jungle de Darien et les océans Atlantique et Pacifique. En raison de cette conformation du territoire, il a des limites à la fois naturelles et politiques. Le pays exerce sa souveraineté sur le territoire couvert par ses lois.

## Colombie
La frontière terrestre avec la Colombie est la plus petite du Panama, avec 266 km au total, y compris l’ensemble du territoire situé entre les pointes Cocalito (es) et Ardita (es), dans l'océan Pacifique, et le cap Tiburón (es), dans la mer des Caraïbes. La caractéristique la plus particulière de cette limite est qu’elle traverse entièrement la région du Darién. Il est établi par le traité Victoria-Vélez, signé à Bogotá le 20 août 1924. Grâce à ce traité, la délimitation des frontières entre les deux territoires est complètement déterminée.
Les frontières maritimes avec la Colombie dans les deux océans ont été délimitées par le traité signé le 20 novembre 1976 par les ministres des Affaires étrangères de la Colombie, Indalecio Liévano Aguirre, et du Panama, Aquilino Boyd (es). Le traité délimite comme suit la partie correspondant à la mer des Caraïbes :
- La ligne médiane sur laquelle tous les points sont à égale distance des points les plus proches des lignes de base, à partir de laquelle chaque pays mesure la largeur de sa mer territoriale, à partir du point où la frontière terrestre touche la mer au cap Tiburón (es) (8° 41′ 07,3″ N, 77° 21′ 50,9″ O) jusqu'au point situé à 12° 30′ 00″ N, 78° 00′ 00″ O.
- À partir du point situé à 12° 30′ 00″ N, 78° 00′ 00″ O la délimitation des zones marines et sous-marines appartenant à chacune des deux nations consiste en une série de lignes droites, jusqu'au point de coordonnées 11° 00′ 00″ N, 81° 15′ 00″ O où les limites commencent avec le Costa Rica.

La délimitation correspondant à l'océan Pacifique est:
- À mi-chemin entre les pointes Cocalito (es) et Ardita (es), les coordonnées 7° 12′ 39,3″ N, 77° 53′ 20,9″ O point où se termine la frontière terrestre entre les deux nations, jusqu'au point situé dans les coordonnées 5° 00′ 00″ N, 79° 52′ 00″ O. À ce stade, la ligne médiane se termine là où tous les points sont à égale distance des points les plus proches des lignes de base, à partir desquelles chaque pays mesure la largeur de sa mer territoriale.
- À partir du point situé dans les coordonnées 5° 00′ 00″ N, 79° 52′ 00″ O il est suivi de son parallèle au point de coordonnées 5° 00′ 00″ N, 84° 19′ 00″ O où la délimitation commence avec le Costa Rica.

Tracé de la frontière entre la Colombie et le Panama.

## Costa Rica
La frontière terrestre Costarico-panaméenne, d'une longueur de 330 kilomètres, est établie par le traité Echandi-Fernández (es), qui a été signé à San José en mai 1941. Avec ce traité, la délimitation des frontières entre les deux territoires était ainsi complètement déterminée.
Cette limite consiste en un long et fragile tronçon qui s'étend entre la côte du Pacifique, la cordillère d'Amérique centrale (es) et la zone côtière des Caraïbes. Cette limite commence à l'embouchure du rio Sixaola dans la mer des Caraïbes, se poursuit à travers le creux de cette rivière jusqu'à ce qu'elle se jette dans le rio Yorkin (es), monte au sommet de la cordillère de Talamanca, continue cette chaîne de montagnes jusqu'au Cerro Pando (es) et un contrefort qui constitue la séparation des eaux entre les fleuves du golfe Dulce et la baie de Charco Azul (es) jusqu'à la fin de la pointe Burica (es) dans l'océan Pacifique.
Les frontières maritimes avec le Costa Rica dans les deux océans ont été délimitées par le traité signé le 2 février 1980 par les ministres des Affaires étrangères du Costa Rica, Rafael Ángel Calderón Fournier, et du Panama, Carlos Ozores Typaldos (es). Le traité délimite comme suit la partie correspondant à la mer des Caraïbes :
- La ligne médiane sur laquelle tous les points sont à égale distance des points les plus proches des lignes de base, à partir de laquelle chaque pays mesure la largeur de sa mer territoriale, à partir du point où la frontière terrestre touche la mer à l'embouchure du rio Sixaola (9° 34′ 16″ N, 82° 34′ 00″ O) jusqu'au point 10° 49′ 00″ N, 81° 26′ 08″ O, à l'intersection des frontières du Costa Rica, de la Colombie et du Panama.

La délimitation correspondant à l'océan Pacifique est :
- La ligne médiane dans laquelle tous les points sont à égale distance des points les plus proches des lignes de base, à partir de laquelle chaque nation mesure la largeur de sa mer territoriale, du point où la frontière terrestre touche la mer à la pointe Burica (es) jusqu’au point 5° 00′ 00″ N, 84° 19′ 00″ O, où les limites du Costa Rica, de la Colombie et du Panama se croisent.

Tracé de la frontière entre le Costa Rica et le Panama.